# Hố Quáng Phìn
Hố Quáng Phìn là một xã thuộc huyện Đồng Văn, tỉnh Hà Giang, Việt Nam.

## Địa lý
Xã Hố Quáng Phìn nằm ở phía nam huyện Đồng Văn, cách trung tâm huyện khoảng 40 km, có vị trí địa lý:
- Phía đông giáp huyện Mèo Vạc
- Phía tây giáp xã Vần Chải
- Phía nam giáp xã Lũng Phìn và xã Sủng Trái
- Phía bắc giáp xã Sảng Tủng và xã Sính Lủng.

Xã Hố Quáng Phìn có diện tích 19,05 km², dân số năm 2019 là 3.420 người, mật độ dân cư đạt 180 người/km².

## Hành chính
Xã Hố Quáng Phìn được chia thành 9 thôn: Chín Chua Ván, Hả Súa, Hố Quáng Phìn, Phà Nhìa Tủng, Phìn Phù Ván, Tả Cố Án, Tả Phìn, Tả Sán, Trù Ván.

## Lịch sử
Ngày 5 tháng 7 năm 1961, Hội đồng Chính phủ ban hành Quyết định số 91-CP về việc thành lập xã Hố Quáng Phìn thuộc huyện Đồng Văn trên cơ sở điều chỉnh một phần diện tích và dân số của xã Lũng Phìn.
Ngày 15 tháng 12 năm 1962, Hội đồng Chính phủ ban hành Quyết định số 211-CP về việc thành lập huyện Mèo Vạc trên cơ sở tách xã Hố Quáng Phìn thuộc huyện Đồng Văn.
Ngày 21 tháng 12 năm 1982, Hội đồng Bộ trưởng ban hành Quyết định 179-HĐBT về việc tách xã Hố Quáng Phìn của huyện Mèo Vạc sáp nhập vào huyện Đồng Văn.